# 马特·格林菲尔德
马特·格林菲尔德（Matt Greenfield）是美国的现已不复存在的ADV Films公司的共同创始人。 在德克萨斯州休斯敦的日本动画社团（亦称“Anime NASA”）中，Matt Greenfield与John Ledford原本都是其中的爱好者，他们两人于1992年创建了ADV Films。ADV Films起初以动画进口为主营业务，主要面向现有的动画爱好者网络所组成的市场。在2009年ADV公司倒闭、结束营业前，Matt Greenfield一直是公司的副董事长，也是许多发行影片的执行制片人。他娶了ADV前承包人兼声优Tiffany Grant为妻。